# Yabucoa (Portoryko)
Yabucoa – miasto w Portoryko, w gminie Yabucoa.